# Hans-Joachim von Horn
Hans-Joachim von Horn (* 23. Oktober 1896 in Königsberg; † 10. Januar 1994 in Wiesbaden) war ein deutscher Generalleutnant der Wehrmacht und der Bundeswehr.

## Leben
Er stammte aus einer briefadeligen Familie, seine Vorfahren wurde 1865 nobilitiert. Als jüngster Sohn, von drei Kindern, der Martha Hoepner und des Generalmajors Franz von Horn (1857–1931) besuchte Hans-Joachim das humanistische Gymnasien in Königsberg und Berlin. Anschließend studierte er an der Universität Lausanne und der Albertus-Universität Königsberg Rechtswissenschaft und Nationalökonomie. Dabei erwarb er sich Sprachkenntnisse im Russischen, Englischen und Französischen. Mit Ausbruch des Ersten Weltkriegs trat er am 1. August 1914 als Fahnenjunker in das 1. Leib-Husaren-Regiment Nr. 1 der Preußischen Armee ein. Dort wurde er am 22. März 1915 mit Patent vom 23. Oktober 1913 zum Leutnant befördert und fungierte ab 5. Juni 1916 als Ordonnanzoffizier beim Stab des Regiments. Am 14. Januar 1917 wurde er Lehrer beim Rekruten-Depot der Leib-Husaren-Brigade. Zwischenzeitlich Militärdolmetscher, stieg Horn am 19. April 1917 zum Regimentsadjutanten auf.

### Reichswehr
Nach Kriegsende fungierte Horn ab 10. Januar 1920 als Führer der 1. Eskadron seines Regiments. Zum 1. April 1920 wechselte er als Eskadronoffizier zum Reiter-Regiment 5. Von Januar bis Oktober 1921 war er Ordonnanzoffizier im Stab des Regiments und wurde anschließend zur dreijährigen Führergehilfenausbildung beim Stab der 1. Division kommandiert. In dieser Stellung am 1. November 1923 zum Oberleutnant befördert, wurde Horn nach seiner Rückkehr zum Regimentsadjutanten ernannt. Daran schloss sich ab 1. Oktober 1925 eine Verwendung in der Ausbildungs-Eskadron des Regiments in Stolp an. Am 1. März 1927 folgte seine Versetzung in die 4. Eskadron und sieben Monate später in das Reichswehrministerium. Dort wurde Horn am 1. November 1928 Rittmeister und zum 1. Adjutanten des Chefs des Truppenamtes im Reichswehrministerium ernannt. Vom 10. März 1933 bis zum 8. August 1934 kehrte Horn als Eskadronchef im 16. Reiter-Regiment in den Truppendienst zurück. Anschließend war er als Referent im Personalamt des Reichswehrministeriums und wurde in dieser Eigenschaft am 1. Dezember 1934 Major.

### Wehrmacht
Ab dem 1. Juli 1935 Referent in der Zentralabteilung des Generalstabes des Heeres, wechselte Horn nach einem Jahr als Erster Generalstabsoffizier in den Generalstab des XII. Armeekorps. Als Oberstleutnant war er vom 5. bis zum 15. November 1937 Offizier z. b. V. des Oberbefehlshabers des Heeres. Anschließend wurde er als Militärattaché an die Deutsche Botschaft in Paris kommandiert und war zugleich in seiner Eigenschaft auch für die Gesandtschaft in Lissabon verantwortlich. Kurz nach Beginn des Überfalls auf Polen übernahm er den Posten des Chefs des Generalstabes beim XII. Armeekorps und wurde am 1. Februar 1940 Oberst. Kurz vor Beginn des Deutsch-Sowjetischen Krieges, am 1. Juni 1940, wechselte er zum X. Armeekorps. Mit diesem Korps kämpfte er in der Heeresgruppe Nord an der Düna, am Ilmensee und auf den Waldaihöhen. Mitte Juli 1942 wurde er in die Führerreserve des Oberkommandos des Heeres versetzt. Ab dem 21. September 1942 diente er an der Schule für Schnelle Truppen in Krampnitz. Im Oktober 1942 bei der 7. Panzer-Division als Brigadekommandeur eingewiesen, übernahm er bis zum 22. Oktober 1942 das stellvertretende Kommando des Panzergrenadier-Regiments 7. Dann wechselte er in die Führerreserve der Heeresgruppe Don, um zur Verwendung als Divisionsführer eingewiesen zu werden. Zu 6. Januar 1943 wurde Horn stellvertretender Befehlshaber im Heeresgebiet Don und einen Monat später mit der Führung der 198. Infanterie-Division beauftragt. Mit der Beförderung zum Generalmajor erhielt er am 1. April 1943 das Kommando über den Großverband, den er bis zum 31. Mai 1944 befehligte. Zwischenzeitlich war Horn am 1. Oktober 1943 zum Generalleutnant befördert und am 1. Dezember 1943 mit dem Deutschen Kreuz in Gold ausgezeichnet worden. Nach einem neuerlichen Monat in der Führerreserve ernannte man ihn am 1. Juli 1944 zum Militärattaché an der Deutschen Botschaft in Bern. Zwei Tage nach der Kapitulation der Wehrmacht geriet er in englische Kriegsgefangenschaft, aus der er am 17. September 1947 entlassen wurde.

### Bundeswehr
Horn wurde am 15. Mai 1956 Soldat im Heer und nahm bis zum 1. Juni 1956 am Lehrgang für zukünftige Bundeswehroffiziere in Sonthofen teil. Anschließend als Generalmajor zum Kommandeur im Wehrkreis II (Niedersachsen–Bremen) ernannt, war er ab dem 1. November 1957 Befehlshaber des Territorialheeres. In dieser Eigenschaft folgte am 1. Dezember 1958 die Ernennung zum Generalleutnant. Am 30. September 1961 mit 65 Jahren verabschiedet, war ihm ein Ruhestand von 33 Jahren beschieden.

## Familie
Hans-Joachim von Horn heiratete 1922 in Stolp seine aus Holstein stammende Emmy von Korff, eine Tochter des Amtsgerichtsrats Fritz von Korff und Bertha geb. von Reventlow. Das Ehepaar hatte die Tochter Ursula und die Söhne Hans Georg und Klaus Dieter. Ein Sohn heiratete die älteste Tochter von Hans von der Groeben.

## Auszeichnungen
- Deutsches Kreuz in Gold (1. Dezember 1943)
- Verwundetenabzeichen in Silber (4. Juni 1942)
- Großes Verdienstkreuz des Verdienstordens der Bundesrepublik Deutschland